# بليل (خلخال)
بليل هي قرية في مقاطعة خلخال، إيران. يقدر عدد سكانها بـ 220 نسمة بحسب إحصاء 2016.